# وعود (فلم)
وعود (بالإنجليزية: Promises) ، هي فيلم أمريكي وثائقي، أنتجت عام 2001م ونشرها شركة كاوبوي بيكشرز.

## قصة الفيلم
تبدأ قصة الفيلم عن فريق العمل للذهاب إلى القدس الشرقية ، ويقابل أطفال مابين الفلسطينيين والإسرائيليين والتحدث معهم حول موضوع السلام، والتقارب العربي اليهودي.

## وصلات خارجية
- مقالات تستعمل روابط فنية بلا صلة مع ويكي بيانات
- The Promises Film Project
- Promises Films, An Independent Documentary Filmmaking Company